# Akiko Akazome
Akiko Akazome (赤染晶子, Akazome Akiko) est une romancière japonaise, couronnée par le Prix Akutagawa en 2010. Née à Uji, préfecture de Kyoto, le 31 octobre 1974, Akiko Akazome a commencé sa carrière littéraire en 2004.
Dans son roman 乙女の密告 Otome no Mikkoku (The Anonymous Tip of a Virgin /Le Conseil Anonyme d'une Vierge) primé par le Prix Akutagawa en juillet 2010, elle décrit une étudiante en langue étrangère que son (ou sa ?) professeur d'allemand contraint à apprendre des passages du Journal d'Anne Frank. Elle dépeint la relation compliquée qui s'établit entre dominant et dominé dans le cadre fermé d'une faculté féminine gangrenée par les rumeurs et la jalousie en l'éclairant par un rapprochement en contrepoint avec la situation dramatique d'Anne Frank.
Elle meurt d'une pneumonie en 2017, à l'âge de 42 ans.